# Präsenzlehre
Die Präsenzlehre ist eine Form der Lehre, bei der Lehrer und Lernende zur gleichen Zeit an einem bestimmten Ort zusammentreffen. Das Gegenteil von Präsenzlehre ist die Fernlehre oder Fernunterricht (Distance Learning). Beispielsweise hat Präsenzlehre gegenüber der Fernlehre den Vorteil der sozialen Interaktion, wogegen die geringe räumliche und zeitliche Flexibilität in der Präsenzlehre als Nachteil zu nennen ist.

## Vorteile der Präsenzlehre
Durch die örtliche Nähe der Lehrenden und Lernenden wird die soziale Interaktion und Kommunikation zwischen den Mitwirkenden gefördert. Somit repräsentiert die direkte Vermittlung von Lerninhalten und die daraus resultierende direkte Interaktion einen wesentlichen Kernbestandteil der Präsenzlehre. Lernende entwickeln schneller ein Zusammengehörigkeitsgefühl und verbessern ihre soziale Kompetenz. Falls Lernende in kleinen Gruppen an einer Themenstellung zusammenarbeiten (Gruppenaufgaben), wird die Vertrauensbildung innerhalb der Gruppe durch die zeitliche und örtliche Nähe der Lernenden gefördert.
Darüber hinaus repräsentiert die klassische Präsenzlehre eine etablierte Lehrform, die auf jahrelangen Tradition basiert. Das ist der Grund für den relativ hohen Grad an Akzeptanz der Präsenzlehre im Großteil aller Bildungseinrichtungen. Obwohl die Präsenzlehre oft wegen Kostenineffizienz kritisiert wird, können die Anschaffungs- und Erstellungskosten, die im Gegensatz zu alternativen Lehrkonzepte minimal sind oder gar nicht anfallen, auch zu ihren Vorteilen gezählt werden. Außer der Fachkompetenz gibt es bei der Präsenzlehre keine zusätzliche Anforderungen an Lehrenden und Lernenden, wie z. B. das Erwerben von Medienkompetenz bei virtuellen oder semi-virtuellen Lehrformen. Es ist fraglich, ob diese Eigenschaft wirklich einen Vorteil der Präsenzlehre darstellt, sie wird allerdings immer noch von vielen Lehrenden und Lernenden als Vorteil empfunden und trägt zu der hohen Akzeptanz der traditionellen Lehrform bei.

## Nachteile
Ein Kritikpunkt der Präsenzlehre ist die mangelnde Flexibilität, welche sich vor allem in zeitlichen und räumlichen Einschränkungen niederschlägt. Dadurch können sowohl bei Lehrenden, als auch bei Lernenden zusätzliche Kosten entstehen.
Weiterhin können sich Lernende, im Rahmen der klassischen Präsenzausbildung, fast ausschließlich auf Präsenztermine verlassen, um Fragen zu stellen oder Unklarheiten zu klären. Falls zwischen den Präsenzterminen Probleme und Unklarheiten entstehen, sind Lernende großteils auf sich selbst angewiesen, da Experten nur schwer erreichbar sind, bzw. in der Zeit gar nicht zur Verfügung stehen. Mangelnde Unterstützung und Anleitung im Lernprozess, sowie alleine die subjektive Wahrnehmung eines solchen Mangels, könnte die Motivation seitens der Lernenden stark beeinträchtigen. Die Zeit in der Präsenzterminen reicht meistens nicht aus um alle Aspekte der vorgegebenen Themen auszudiskutieren. Dadurch werden Lernende nicht ausreichend ermutigt sich mit dem Stoff konstruktiv auseinanderzusetzen und sich alternative Lösungsmöglichkeiten zu gewissen Problemen zu überlegen oder bekommen dafür nur unzureichend Feedback. Der Grad der Interaktivität in der klassischen Präsenzlehre wird entsprechend reduziert. Wissen wird nicht aktiv konstruiert im gemeinsamen Mitwirken von Lehrenden und Lernenden, sondern großteils von den Lernenden passiv erworben. Dadurch entsteht das Problem des „trägen Wissens“.
Darüber hinaus haben Studierende während ihrer Präsenzausbildung keine oder nur eingeschränkte Möglichkeiten Berufserfahrung zu sammeln. Die Nachteile der klassischen Präsenzlehre werden bei berufstätigen Studierenden, bei Studierenden mit Kindern oder bei Studierenden, deren Wohnort und Ausbildungsstätte weit weg auseinander liegen, besonders deutlich. Die Gebundenheit an fixen Präsenztermine kann für manche Lernenden die Möglichkeiten Ausbildung und Beruf oder Ausbildung und Alltag miteinander zu vereinbaren, beträchtlich einschränken. Bei Präsenzstudierenden wird oft beobachtet, dass die Präsenzausbildung zum Lebensschwerpunkt wird und dass sogar Freizeitbeschäftigungen (Hobbys) und- extracurriculare Aktivitäten meistens auf die Lerninhalte bezogen werden.

## Charakteristika der klassischen Präsenzlehre
Die Präsenzlehre basiert auf direkte/unmittelbare Kommunikation und Interaktion (face- to- face) und wird mittels natürliche Kommunikationsformen wie Sprache und Gestik durchgeführt. Sowohl die Lehrende als auch die Lernende müssen körperlich anwesend sein. Die wichtigste Unterschiede zwischen der Fernlehre und der Präsenzlehre werden in der folgenden Gegenüberstellung aufgezeigt.
|                                | Fernlehre                                     | Präsenzlehre                                                   |
| ------------------------------ | --------------------------------------------- | -------------------------------------------------------------- |
| Charakteristika Allgemein      | Ferne untereinander und vom Schulort          | Nähe untereinander und oft zum Schulort                        |
| Berufserfahrung                | oft langjährige Berufserfahrung               | meistens nicht vorhanden oder begrenzt                         |
| Funktion der Ausbildung        | nebenbei studieren, Mittel zu anderen Zwecken | das Studium ist Hauptbeschäftigung, oft auch Lebensschwerpunkt |
| Finanzierung                   | Selbstfinanzierung, unabhängig vom Erfolg     | oft Fremdfinanzierung, teilweise abhängig vom Studienerfolg    |
| Autonomie, Selbstlernkompetenz | ausgeprägt weil notwendig für die Studienform | weniger ausgeprägt, eher nachteilig für die Studienform        |

Eine klassische Form der Präsenzlehre ist die Vorlesung, die durch diskursive Lehrformen wie Übung, Seminar oder Praktikum, sowie durch prüfungsrelevante Fachliteratur (auch durch Sekundärliteratur) ergänzt werden kann. Die Lehrinhalte werden in einer primären Expositionsform dargestellt. Zum Prüfungsstoff gehören überwiegend diejenigen Lerninhalte, die durch Experten auf dem jeweiligen Gebiet vor Ort vermittelt und abgedeckt werden. Der Unterricht in der Präsenzlehre findet als Präsenzunterricht statt. Frontalunterricht, Gruppenunterricht, Einzelarbeit oder Partnerarbeit sind mögliche Ausprägungsformen des Präsenzunterrichts. Die folgende Tabelle präsentiert einen Vergleich dieser vier typischen Ausprägungsformen.
|                   | Charakteristika                                                                              | Vorteile | Nachteile |
| ----------------- | -------------------------------------------------------------------------------------------- | --- | --- |
| Frontalunterricht | verbreitet, mit Tradition; Lehrender ist im Zentrum des Geschehens; Lehrergesteuertes Lernen | Organisation einfach; Akzeptanz hoch | wenig Aktivität von Lernenden; soziale Beziehungen werden teilweise vernachlässigt                                |
| Gruppenunterricht | gemeinsame Bearbeitung von Aufgaben; arbeitsfähige Kleingruppen                              | Lernende lernen Verantwortung zu übernehmen; Entwicklung von sozialen Kompetenz und Zusammengehörigkeitsgefühl; Kreativität wird gefördert                               | Koordination für Lernende oft schwierig; Gefahr des „Trittbrettfahrers“; zeitaufwändig                            |
| Einzelarbeit      | Aufgabenstellungen werden einzeln bearbeitet                                                 | selbst gewähltes Tempo und passender Lernstil; Förderung der eigenen Möglichkeiten/Aktivität; Anpassung der Aufgabenstellungen auf individuellen Lernfähigkeiten möglich | Isolation; Vernachlässigung der sozialen Beziehungen                                                              |
| Partnerarbeit     | Aufgabenstellungen werden zu zweit bearbeitet                                                | Kooperation und Dialog; Soziale Kompetenz; eigenen Standpunkt vertreten lernen                                                                                           | Koordinationsschwierigkeiten und Gefahr des „Trittbrettfahrers“ geringer als beim Gruppenunterricht, aber präsent |

## Auf die Präsenzlehre basierende alternative Konzepte
Die Präsenzlehre kann durch verschiedene E-Learning-Techniken bereichert werden. Daraus entsteht ein neues Lernkonzept, das unter dem Namen Integriertes Lernen (Blended Learning) bekannt geworden ist und vermehrt in der Lehre eingesetzt wird. Das Konzept hat sich bereits in vielen Bereichen, z. B. bei Personalentwicklungsmaßnahmen, als vorteilhaft erwiesen und durchgesetzt. Mit der Verbindung von zwei unterschiedlichen Vermittlungsformen der Lehre wird versucht, die Vorteile der beiden Methoden beizubehalten und sinnvoll zu ergänzen. Die Nachteile beider Lehrformen werden dabei weitgehend eliminiert. So werden z. B. die zeitliche und räumliche Einschränkungen der klassischen Präsenzlehre auf ein Minimum reduziert, wobei die Flexibilität erhöht wird und eine Effizienzsteigerung durch Nutzung der Kosteneinsparungspotenziale erzielt wird. Auch andere wichtige Kritikpunkte der klassischen Präsenzlehre wie z. B. das Problem des „trägen Wissens“ können mit individuell zugeschnittenen Methodenkombinationen aus Präsenzveranstaltungen und Medieneinsatz erfolgreich bekämpft werden. Dadurch kann das Lernprozess individualisiert werden und auch eine entsprechende Effektivitätssteigerung erreicht werden.
Grundsätzlich wird zwischen drei Lehrkonzepten unterschieden, die sich aus Elementen von der Präsenzlehre und der virtuellen Lehre zusammensetzen: virtuell, integriert und angereichert. Das virtuelle Konzept beinhaltet überwiegend virtuelle Lernphasen, dabei können Präsenzveranstaltungen begleitend zum Unterricht am Anfang und am Ende eines Kurses / Semesters angeboten werden. Das integrierte Konzept basiert auf Blended Learning und setzt sich aus Präsenz- und Distanzphasen zusammen, die, abhängig vom Lernziel, spezifische Aufgaben in der Ausbildung übernehmen. Klassische Präsenzveranstaltungen sind die Grundlage für das angereicherte Konzept, werden aber, wiederum abhängig vom Ausbildungsziel, zu einem bestimmten Grad durch virtuellen Aufgaben und multimedialen Elementen ergänzt.

## Die Präsenzlehre in der Praxis
Wie eine im Jahr 2008 von Steffens und Reiss durchgeführte Studie zeigt, ist die klassische Präsenzlehre immer noch die führende Lehrform in den Hochschulen. Die Online-Befragung umfasste ca. 200 Dozierende in den Bereichen Wirtschaftswissenschaften und Informatik. Zwei Drittel davon arbeiteten in Deutschland und ein Drittel im Ausland. Bei der Gestaltung des Unterrichts nutzten 85 % der Hochschullehrenden zu 70 % oder mehr die reine Präsenzlehre in der Praxis und nur zu höchstens 30 % alternative E-Learning-Konzepte. Weiterhin wurde analysiert wie weit und auf welche Art verschiedene Lehrformen tatsächlich miteinander verbunden werden. In diesem Zusammenhang wurde eine klare Kombinationsmuster deutlich: klassische Präsenzlehrformen werden in erster Linie durch Download von verschiedenen Lehrmaterialien unterstützt. Die Anreicherung der Präsenzlehre mit der Möglichkeit, Internetforen und Chats zum Wissensaustausch zu nutzen, bekommt auch eine große Bedeutung in der Praxis. Die Verwendung von E-Learning-Instrumenten für administrative Zwecke in der Präsenzlehre, wie eine Online-Anmeldung, ist in den Hochschulen sehr verbreitet. Diese Kombination alleine reicht allerdings nicht aus, um das Lehrkonzept als Blended-Learning zu charakterisieren.
Laut Steffens und Reiss findet die Etablierung einer neuen Lehrform (oder die Anreicherung einer bereits etablierten Lehrform wie der Präsenzlehre mit alternativen Konzepten) auf drei verschiedenen Ebenen statt – auf der Mikroebene (Lehreinheit), Mesoebene (Studiengänge) oder der Makroebene (Hochschule). Die Studie wurde nur auf die Micro- und Mesoebene beschränkt, da auf der dritten Ebene eine grundsätzliche Unterscheidung zwischen Präsenzhochschulen und virtuellen Hochschulen gemacht wird. Im Rahmen einzelner Lehrveranstaltungen (Microebene) macht ein großer Anteil der befragten Dozierenden (49 %) von verschiedenen Kombinationsmöglichkeiten Gebrauch. Groß ist allerdings auch der Anteil der Lehrenden, die Blended-Learning-Konzepte grundsätzlich ablehnen (30 %). Auch reine Präsenzveranstaltungen können mit Blended-Learning-Lehrveranstaltungen innerhalb eines einzelnen Studiengangs kombiniert werden. Dies geschieht auf der Mesoebene. Nur 21 % der Bildungseinrichtungen, an denen die Teilnehmer der Studie unterrichteten, bieten derartige Studiengänge an. Darüber hinaus würden die Grunde für die Entscheidung ermittelt, ob die Präsenzlehre mit Blended-Learning-Konzepten an einer Hochschule kombiniert werden soll. Es stellte sich heraus, dass kulturelle Faktoren wie z. B. das Selbstverständnis der Bildungseinrichtung viel wichtiger als finanzielle Faktoren wie Förderungen oder Kostenersparungspotenziale waren.
In Bezug auf die möglichen Wechsel- und Verbundwirkungen, die sich aus einer Anreicherung der Präsenzlehre mit Blended-Learning Konzepte ergeben, zeigt die Studie, dass ein Großteil der Teilnehmer mindestens ein positiver Verbundseffekt wahrnehmen. Die aufbauende mediale Reichhaltigkeit wird dabei am häufigsten genannt (60 % der Dozierenden), gefolgt von einer Verbesserung der Reputation der Bildungseinrichtung (41 % der Befragten). Als weitere positive Verbundseffekte empfinden die Studienteilnehmer potenzielle didaktische Verbesserungen wie Erhöhung der Lernmotivation und Personalisierung (Individualisierung) der Lehre. Eine mögliche Verkürzung der Studiendauer durch Blended Learning Einsatz wird hingegen von nur 12 % der Befragten genannt.
Auf Basis dieser Ergebnisse ziehen Steffens und Reiss die Schlussfolgerung, dass die Mehrheit der befragten Lehrenden dennoch keine nennenswerten Verbesserungspotenziale durch die Anreicherung der klassischen Präsenzlehre mit Blended-Learning Elementen erkennt. Die Ergebnisse der Studie sind allerdings auf fehlende oder unzureichende Erfahrungen mit derartigen Kombinationen in der Lehre sowie auf die Abwesenheit einer systematischen Kombinationsmuster zurückzuführen und nicht auf eine allgemeine negative Wahrnehmung der dargebotenen Möglichkeiten.